# Kasteel van Lamartinie
Het Kasteel van Lamartinie (Frans: Château de Lamartinie) is een kasteel in de Franse gemeente Ytrac. Het kasteel is een beschermd historisch monument sinds 1989.